# 芳野友子
芳野 友子（よしの ともこ、1965年〈昭和40年〉11月9日 - ）は、日本の労働運動家。日本労働組合総連合会（以下「連合」）第8代会長（2021年10月6日から、女性初） 。

## 経歴・人物
東京都出身。1984年、18歳でJUKI入社、1年後組合活動に携わる。そこで共産党系の組合に対する批判的な指導を受けたという。芳野自身は、富士政治大学校には行っていないと述べているが、毎日新聞（2021年12月26日）のインタビューで「組合役員になると共産党系の組合と闘った過去を学んだり、相手から議論を仕掛けられたらどう切り返すかというシミュレーションをしたりした」と答えている。また富士社会教育センターから講師を招いて指導を受けたことがあることを話しており、富士政治大学校の影響を強く受けていたと考えられている。
2010年にJUKI労働組合委員長、2015年、連合副会長。2021年、連合会長、労働者福祉中央協議会会長、日本生産性本部副会長、日本水フォーラム副会長、財務省財政制度等審議会委員、法務省法制審議会委員、内閣府男女共同参画会議議員、ふるさと回帰支援センター顧問、日本防災士機構評議員、日本財団パラスポーツサポートセンター顧問。JAM（ものづくり産業労働組合）副会長。
JUKI労働組合の中央執行委員を務めていたころから、企業や職場、そして労働組合の中の男性中心的発想を打開する為に組合内に女性委員会を発足させるなど男女の均等待遇に向けた取り組みを行ってきたと語る。幼いときの夢はバレエダンサーで、就職後はJUKIバレーボール部のマネージャーを務めた。

### 連合会長
2021年1月から2月にかけて、連合会長の神津里季生は関係者に、任期満了（同年10月6日）による退任の意向を伝えた。後任候補として、当初有力視されたのは事務局長の相原康伸だったが、相原は出身母体である自動車総連の理解を得られなかった。
同年9月27日、役員推薦委員会は、後任に芳野を中央執行委員会に推す方針を固めた。9月30日、役員改選の立候補の届け出が締め切られ、会長は芳野以外に届け出がなく、芳野の就任が確定した。10月6日の定期大会で正式に会長に選出された。定期大会より2日前の10月4日、岸田文雄が内閣総理大臣に就任。岸田は同日の記者会見で「今月14日に衆議院を解散し、31日に総選挙を行う」と表明した。
芳野は会長就任翌日の10月7日に開いた記者会見で、早速衆院選について言及。立憲民主党が総選挙で政権交代を実現した場合に日本共産党が「限定的な閣外からの協力」をするとの両党合意に異論を唱えた。さらに「閣外協力もあり得ない」と述べた。
2022年11月、芳野はインボイスについて「着実に導入すべき」と述べた。
2023年9月、芳野は国民民主党の元参院議員・副代表で電機連合出身の矢田稚子の総理補佐官任用について、「連合としては矢田さんとは距離を置く。政争の具に使われないよう願うだけ」と述べた。

### 連合会長2期目
2023年10月6日、連合の定期大会にて芳野の再任が支持され、2期目がスタートした。

## 活動・主張

### 日本共産党に対する主張
- 立憲民主党と日本共産党の選挙協力（野党共闘）には反対の立場をとる。2021年10月の衆院選で立憲民主党の議席が96議席に減少した件について、同年12月13日、産経新聞の単独インタビューに応じ、同党の敗因を「共産党と連携したせい」であると述べた。インタビューの中で、立憲民主党に対し共産党との決別を要求した[25]。連合は同月16日、衆院選の総括をまとめ、公表。立民・国民民主・連合の3者で政策を共有して連携して力を合わせることが必要と述べた[26]。
- 野党共闘を妨害しているとの批判に対しては、共産が掲げる「野党共闘」とは「綱領に基づく統一戦線の1つの形であり、共産主義社会実現のための手段」であるとし「共産主義社会の実現を目指している勢力から、『野党共闘』の足を引っ張るなと批判されるゆえんは全くない」と反論している[26]。
- 立憲民主党の選挙総括については「立民と共産党との関係が明確になっていないことは非常に残念だ」と批判し、立憲民主党代表の泉健太が2022年1月31日にテレビ番組で「共産党とのこれまでの連携は白紙にする」と宣言したことについては「白紙の意味を明確にすべきだ」とした[27]。
- 2022年2月3日付の毎日新聞に掲載されたインタビューで「連合の労働運動は、自由で民主的な労働運動を強化、拡大していくというところから始まっている。その点で共産とは考え方が違い、相いれない。現実的にも、連合の組合と共産党系の組合は職場、労働運動の現場で日々競合し、しのぎを削っている」と述べ、あらためて共産党との共闘を拒絶した[28]。
- 2022年6月22日、第26回参議院議員通常選挙が公示。自民、立憲の両党は新潟県選挙区（改選数1）を「最重点区」ととらえた。立憲、共産、社民の3党と市民連合が推す現職の森裕子に対し、自民党は県議の小林一大を擁立。岸田文雄首相を2度も新潟県入りさせた[29]。選挙戦最終日の7月9日、芳野は長野に駆け付けるが、応援演説で「もし共産党が入ってきたとするならば、その共産党の票は入るかもしれませんが、逆に連合票が逃げる可能性がありますので、私ども連合としては、これまでも申し上げた通り、共産党との関係はありえない」と述べ、野党共闘はありえないと訴えた[30]。森は小林に約7万票もの差をつけられ、落選した[31]。
- 2023年（令和5年）5月17日に立憲民主党代表泉健太と会談し、泉は次期衆院選などで共産党とは選挙協力は行わない意向を芳野に伝達。記者会見で芳野は泉の発言について「明確に発言したことは評価している」と述べた[32]。
- 2023年12月21日の記者会見で「共産と一緒に立民が何か行動を起こすことに対して懸念を示している」と述べ、立憲民主党に対し、野党統一候補擁立を目指す「市民連合」が仲介する共産党との会合には、今後参加しないように求めた[2]。
- 2024年7月11日、2024年東京都知事選挙で立憲民主党と共産党が共同で選挙協力した蓮舫が敗北したことについて、「共産党が前面に出過ぎて票が逃げたのではないか」と発言した[33]。この発言に対し、共産党の小池晃書記局長は記者会見で、「何を根拠におっしゃっているのか」と批判し、「こういうことを言うなら根拠を示していただきたいと思います」と反論した。また、連合東京が小池百合子を支持したことに触れ、「相手候補を応援された方にとやかく言われる筋合いはない、ということを申し上げたいと思います。票が逃げたどころか、票を奪ったわけですからね。そういうことをやっておきながらよく言うよ、というふうに思います」と小池は不快感を示した[34][35][36]。蓮舫も自身のXで、「現職に挑戦した私の敗因を、現職を支持した貴女が評論ですか。私は今回公契約を活用した労働条件改善を強く提案。若者の雇用環境改善も提案しました。本来、労働者を守る連合が要求する内容でもあります。組合離れはこういうトップの姿勢にもあるかもしれませんね」と指摘した[37]。
- 2024年10月28日の記者会見で、第50回衆議院議員総選挙において連合が支援した立憲民主党が公示前の98議席から148議席、国民民主党が4倍の28議席にそれぞれ大幅増となったことに対し、「共産党と候補者調整をしたり、共に闘ったりした（過去の選挙の）結果を見ると、共闘しなくてもやはり勝てる」「連合としては共産党との関係（解消）の考え方を立憲に説明し、理解をいただいている中での今回の結果だ。それはもう明らかになったのではないか」と持論を展開した。これに対し、SNS上でも芳野の発言に対して、『勝因は赤旗の2000万円スクープ。共産の手柄であり、立憲も国民もその恩恵を受けただけ。ましてや連合など何もしていないよ』『芳野会長が嫌いな共産が間違いなく衆院選のMVPです』『共産と共闘しなくても勝てる？何という勘違い。立憲や国民は「ごっつあん」「棚ボタ」だろ』など批判の声が上がっていると報じられている[38]。

### 国民民主党に関する主張
- 2023年9月14日、芳野は記者会見で、国民民主党の自公連立政権への連立入りについて「連合の中が割れる可能性も出てくるので私としては絶対避けたいとして、連合としてはあり得ない」と述べた[39]。

### 自由民主党との関係

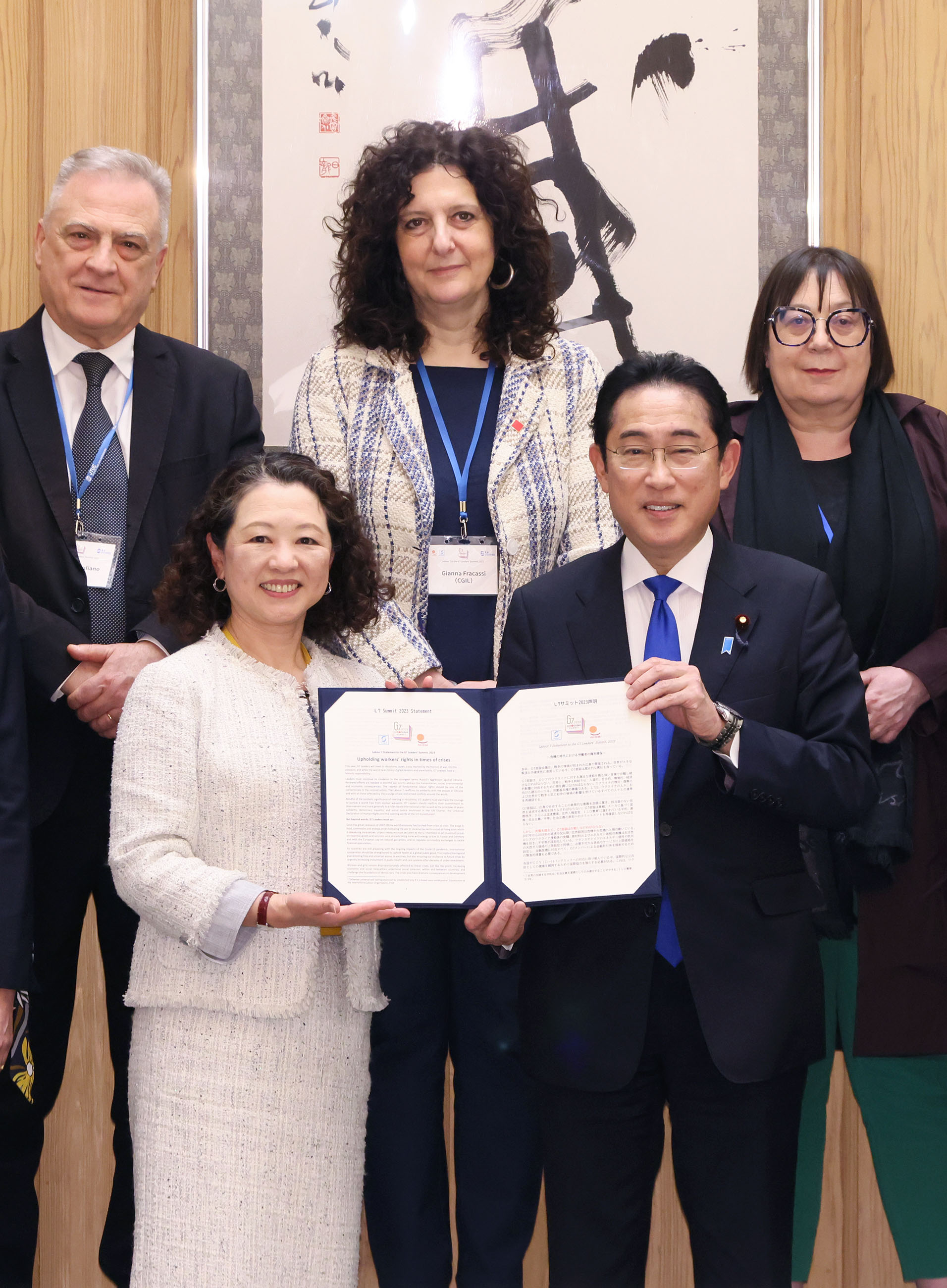
各国の労組代表と共に岸田文雄と面会した芳野（2023年4月7日、内閣総理大臣官邸）

- 2022年2月17日午後、芳野は夏の参院選をめぐり、立憲民主党や国民民主党への支援を明示しない基本方針を発表[40]。自民党から「女性同士、懇談したい」と誘われていた芳野はその直後、同日夜に党組織運動本部長の小渕優子、同労政局長の森英介と東京都内の日本料理店で会食した[41][42][43]。翌18日、メディア各社は小渕らと会食したことを一斉に報道。連合会長代行の松浦昭彦（UAゼンセン出身）、川本淳（自治労出身）は「参院選まで自民党幹部との食事は控えてください」と芳野に自重を促した[44]。
- 森英介は上記の会食後、党副総裁の麻生太郎に芳野の好物が日本酒であることを告げた。麻生は芳野を誘い、2022年3月16日に両者は都内のホテルで会食した[45]。酒席には森と、連合事務局長の清水秀行（日教組出身）も同席した。このときも同会長代行の松浦と川本は、参院選を理由として、芳野と清水に苦言を呈した[44]。
- 2022年4月18日、自民党本部で「人生100年時代戦略本部」の会合が開かれた。芳野は、同本部長の上川陽子からの参加要請に応じ、会合で全世代型社会保障に関する連合の見解を説明した。会合後、芳野は「政策実現のため、これから一緒に取り組めればと思う。問題認識は自民党とほぼ一緒だと思った」と記者団に述べた[46]。やがて芳野は関係者から「芳野は自民党の別働隊」と揶揄されるようになった[47]。
- 2022年9月15日、安倍晋三の国葬に出席する意向を表明。表明の会見で「労働側代表としての責任をどう果たすべきか。出席せざるを得ないと判断した」と述べた[48]。国民民主党は出席する考えを示しているが、立憲民主党は泉健太代表ら執行役員が欠席するため、立憲を支持する産別から反発を招いた[49]。9月27日、国葬に芳野は出席。10月6日、都内で開かれた中央委員会の冒頭挨拶で、出席した国葬について「国会の関与をおろそかにし、閣議決定だけで進めようとし、議会制民主主義や立憲主義を軽視した。安倍政権以降の『1強政治のおごり』と言わざるを得ない」などと強く批判した[50][47]。

### 統一教会関連
- 2022年8月5日、立憲民主党は、世界平和統一家庭連合（旧統一教会）と政界のつながりの問題をめぐり、日本共産党、れいわ新選組とともに合同ヒアリングを開催[51]。また同日、国民民主党は世界平和統一家庭連合（旧統一教会）の問題について党内に調査会を立ち上げると発表した[52]。各方面で調査が進む中、芳野は8月25日の定例記者会見で、連合加盟の労働組合が研修などで利用している富士社会教育センターと統一教会の関係について質問を受けた。富士社会教育センターの元理事長が松下正寿であったことをふまえての質問だったが、芳野は「調べるつもりはない」と答えた。松下が理事長を務めていたことについてと問われると、「私は知らなかった。今後も調べない」と答えた。さらに「マスコミで、私がそこで学んだと書かれているが、私はそこで学んでない」「センターがどういう教育をしているのかも分からない」と述べた[53][54][55]。

### その他
2023年7月、自身が組合委員長を務めるミシンシェア世界1位のJUKIでの労使交渉において、岸田首相の要請の下、他社が30年振りの高水準の賃上げとなった春闘の中、現役の連合会長でありながらベアに失敗した。